# Fujian Motors Group
Le Fujian Motors Group est un constructeur automobile basé dans la province du Fujian, en Chine et a été fondé en 1992.
Les sociétés du groupe comprennent Fujian Tractor (fabricant de tracteurs et d'équipements), Fujian Benz (coentreprise à 50 % avec Daimler AG), Soueast Motors (50%) et King Long (fabricant de bus) (13%).

## Marques

### Fujian Benz
Fujian Benz Automotive Co., Ltd., anciennement Fujian Daimler Automotive Co., Ltd., est une entreprise de fabrication de véhicules utilitaires légers basée à Fúzhōu, et une coentreprise entre Daimler AG, Fujian Motors et China Motor Corporation. La production en série de la première gamme de produits de Fujian Daimler, le Viano, a commencé en avril 2010.

### Soueast Motors
South East (Fujian) Motor Co., Ltd., agissant sous le nom de Soueast, est un constructeur automobile chinois basé à Fuzhou, Fujian, et une coentreprise entre China Motor Corporation (25%), Fujian Motor Industry Group (50%) et Mitsubishi Moteurs (25%)  . Son activité principale est la conception, le développement, la production et la vente de voitures particulières et de minibus vendus sous la marque Soueast. Elle fabrique également des voitures particulières de marque Mitsubishi destinées à la vente en Chine continentale.

### King Long
King Long United Automotive Industry Co., Ltd ou communément appelé King Long, est un fabricant de bus chinois dont le siège est à Xiamen, Fujian. Fondée en décembre 1988, elle se concentre principalement sur le développement, la fabrication et la vente d'autocars et de fourgonnettes de grande et moyenne taille. En 2008, King Long détenait une part de 18% du marché d'exportation en Chine. Les ventes à l'étranger ont contribué à 25 pour cent des ventes de King Long.

### Higer
Higer Bus Company Limited, également connue sous le nom de Higer Bus, est un fabricant de bus chinois basé à Suzhou, dans la province du Jiangsu. Il a été créé à la fin de 1998. HIGER est le premier exportateur chinois d'autobus et d'autocars.

### Yudo Auto

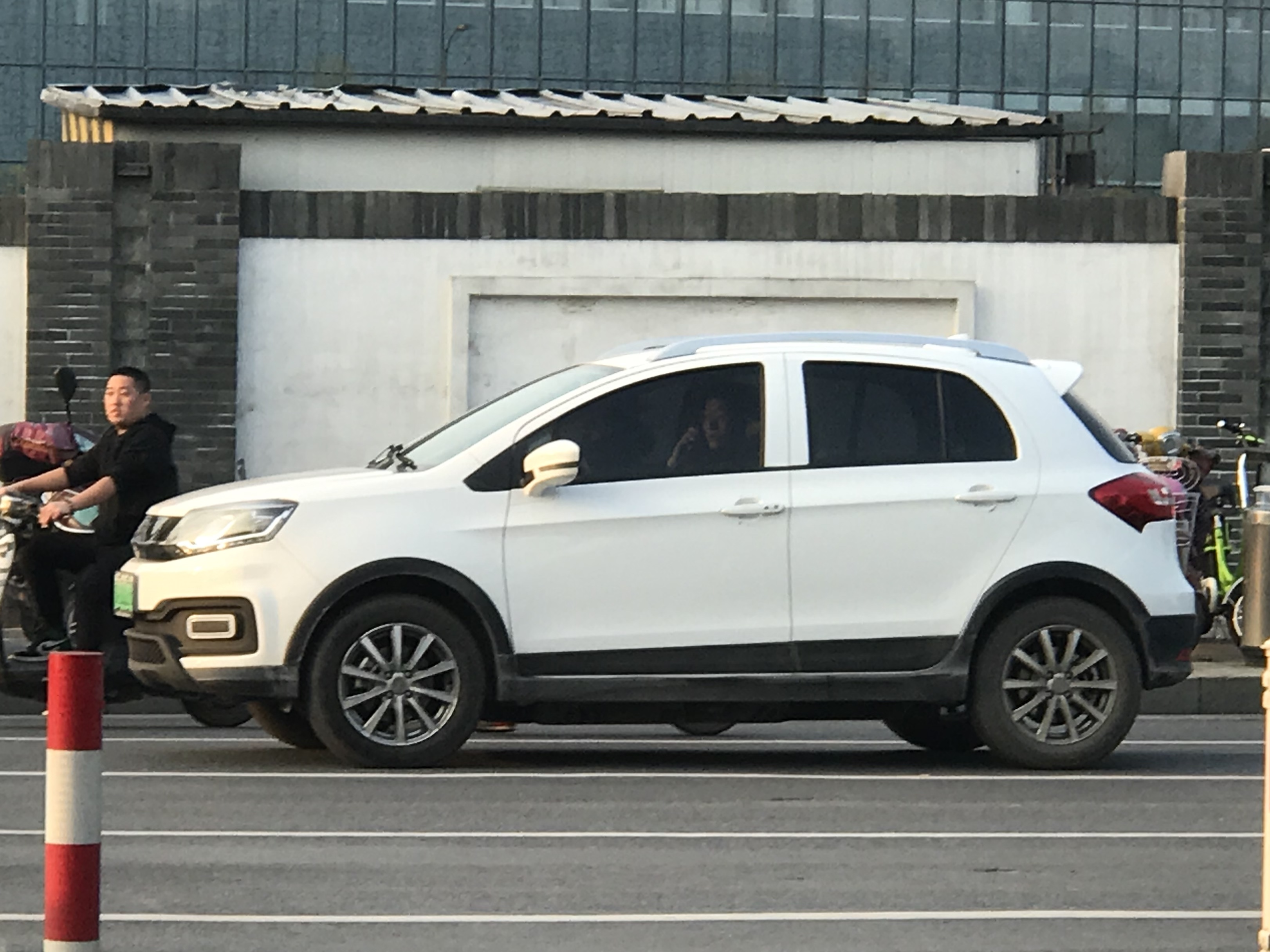
Yudo π1

Fondée le 4 décembre 2015 à Putian, Fujian, Yudo Auto (云度) est une marque de véhicules à énergie nouvelle dont les principaux actionnaires sont des entreprises publiques et le gouvernement local de Putian, dans la province du Fujian. Les produits actuels sont listés ci-dessous.
- Yudo π1, crossover sous-compact électrique inspiré du Haval H1.
- Yudo π3, crossover sous-compact électrique.

### Keyton

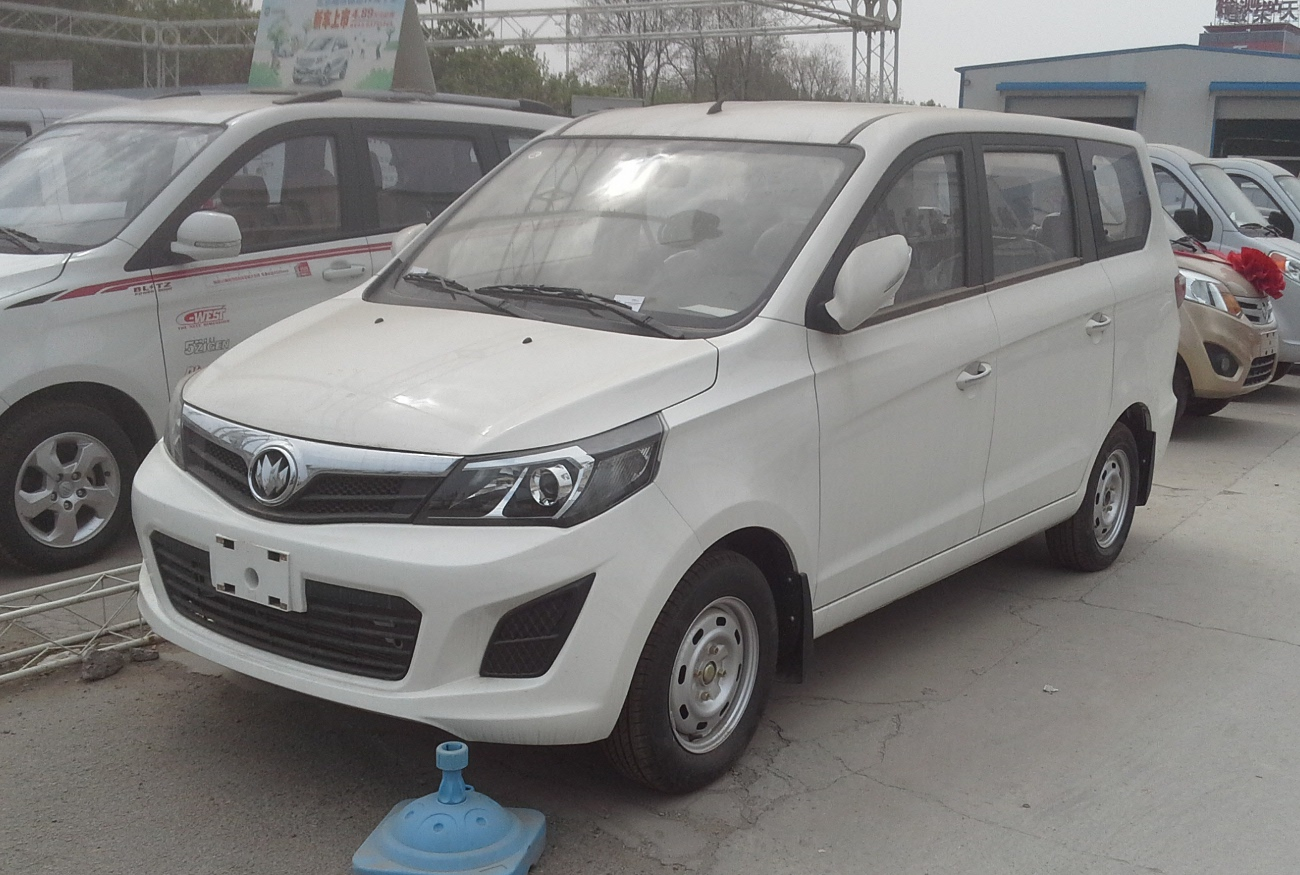
Qiteng/Keyton EX80

Keyton, également connu sous le nom de Fujian New Longma ou Fujian Qiteng (FQT), est une marque de monospaces, de minifourgonnettes et de fourgonnettes. Il est vendu à l'étranger dans plusieurs pays en développement, dont l'Égypte, Philippines, Bolivie, et le Chili.
- Keyton V60
- Keyton EX80
- Keyton M70